# Mathew Harris Ellsworth
Mathew Harris Ellsworth (ur. 17 września 1899, zm. 7 lutego 1986) – amerykański polityk związany z Partią Republikańską.
W latach 1943–1957 przez siedem dwuletnich kadencji Kongresu Stanów Zjednoczonych reprezentował czwarty okręg wyborczy w Oregonie w Izbie Reprezentantów Stanów Zjednoczonych.